# Правда або дія (фільм, 2018)
«Правда або дія» (англ. Truth or Dare) — американський фільм жахів з елементами трилера режисера Джеффа Водлоу. У головних ролях: Люсі Гейл, Лендон Лібуарон і Тайлер Поузі. Прем'єра фільму в США відбулася 13 квітня 2018, в Україні — 12 квітня.
Фільм розповідає про молодих людей, які грають у гру «Правда чи дія?», яка з жарту перетворилася на боротьбу за життя, адже за невиконання завдання гравці мають померти.

## Акторський склад
- Люсі Гейл — Олівія Беррон
- Тайлер Поузі — Лукас Морено
- Вайолетт Бін — Маркі Кемерон
- Гейден Сето — Бред Чанг
- Лендон Лібуарон — Картер / Сем Міхан
- Нолан Джерард Фанк — Тайсон Карран
- Софія Тейлор Алі — Пенелопа Амарі
- Сем Лернер — Ронні (Рональд) Ваковскі
- Аврора Перріно — Жизель Гаммонд
- Том Чой — Хан Чанг, офіцер поліції
- Джо Охман — голос Каллукса
- Віра Тейлор — Інес Реєс
  - Езмі Гарсія — Інес Реєс в юності
- Ендрю Говард — Рендалл Хімофф
- Гері Ентоні Вільямс — голос демона